# Ngawang Jampel Deleg Gyatsho
Demo Hutuktu Ngawang Jampel Deleg Gyatsho (tib.: de mo ho thog thu ngag dbang 'jam dpal bde legs rgya mtsho; geb. 1722; gest. 1777) war ein tibetischer Trülku und Politiker. Er war der 6. Demo Hutuktu der Gelug-Schule des tibetischen Buddhismus. Nach dem Tod des 7. Dalai Lama (1708–1757) amtierte er in der Jugendzeit des 8. Dalai Lama (1758–1804) in den Jahren 1757–1777 als Regent von Tibet, d. h. vom 22. bis 42. Jahr der Qianlong-Ära der Qing-Dynastie. Er residierte im Kloster Tengyeling (bstan rgyas gling), einem der Vier Regentschaftstempel (gling bzhi) in der Innenstadt von Lhasa.